# Sherwood Boehlert
Sherwood Louis Boehlert (Utica, 28 settembre 1936 – New Hartford, 21 settembre 2021) è stato un politico statunitense, membro della Camera dei Rappresentanti per lo stato di New York dal 1983 al 2007.

## Biografia
Nato a Utica, dopo il college Boehlert svolse il servizio militare nell'esercito e successivamente trovò occupazione nell'ambito delle pubbliche relazioni.
Entrato in politica con il Partito Repubblicano, lavorò come collaboratore del deputato Alexander Pirnie e svolse incarichi politici a livello locale nella contea di Oneida.
Nel 1982 si candidò alla Camera dei Rappresentanti e riuscì a farsi eleggere deputato, per poi essere riconfermato negli anni successivi per altri undici mandati, cambiando tre volte distretto congressuale. Nel 2006 annunciò la propria intenzione di non concorrere per un altro mandato e lasciò il Congresso dopo ventiquattro anni di permanenza.
Durante la sua carriera politica, Sherwood Boehlert si configurò come un repubblicano di vedute moderate e si occupò in particolar modo di tematiche legate alla difesa dell'ambiente, all'inquinamento e al cambiamento climatico.